# Gellendorf
Gellendorf ist ein Stadtteil von Rheine im Kreis Steinfurt in Nordrhein-Westfalen. Gellendorf liegt südöstlich vom Stadtzentrum rechts der Ems und zählt 2.430 Einwohner (Stand 31. Dezember 2017).

## Geschichte
In vorgeschichtlicher Zeit siedelten hier bereits Menschen, wie Hügelgräber belegen. Gellendorf wurde urkundlich im Jahre 900 als „Gelanthorpe“ erwähnt. Später findet man auch die Bezeichnungen „Gelincthorp“, „Ghelinctorpe“ und ab dem 14. Jahrhundert „Gelincthorp“. Gellendorf besitzt seit der Zeit des Nationalsozialismus eine Kaserne und einen Truppenübungsplatz. 1960 wurde dann die Truppenunterkunft Gellendorf durch den Befehlshaber im Wehrbereich III übergeben und seither ist Rheine wieder Garnisonsstadt.
Die Truppenteile wurden 2002 vollständig aus Gellendorf abgezogen. Mit der Gründung der Gartenstadt Gellendorf GmbH im Jahre 2006 ist es gelungen, einen Teil des leerstehenden Kasernengeländes mit Wohn- und Geschäftshäusern zu bebauen.

## Gewässer
Die Ems fließt in 1 km Entfernung westlich. Um vor den jährlichen Überschwemmungen verschont zu bleiben, wurden im Mittelalter die Höfe stets auf Anhöhen errichtet. Fichtenvennsee und ein Baggersee sind weitere Gewässer in Gellendorf.

## Religion
Die 1960/61 gebaute Kirche St. Konrad wurde am 22. November 2009 profaniert. Sie wurde später an ein Modeunternehmen verkauft. 2018 fand ein Umbau zu einem Fitnessstudio statt.

## Infrastruktur
An Einrichtungen sind in Gellendorf die Konrad-Grundschule und zwei Kindergärten vorhanden.

### Verkehr
Gellendorf liegt 2 km südöstlich von Rheine an der Bundesstraße 475, die von Rheine nach Emsdetten führt. Drei Autobahnen verlaufen in erreichbarer Nähe: die A 30 5 km entfernt nördlich, die A 31 15 km entfernt westlich und die A 1 südöstlich in 25 km Entfernung.

## Wirtschaft
Die Textilfabrik F. A. Kümpers hat im Ort für seine Arbeiter Siedlungshäuser, "die Kümpersiedlungen" errichtet.
1898 wurde das ehemalige Kalksandsteinwerk in Gellendorf gegründet. Bis zur Einstellung der Produktion am 31. Dezember 2009 war es dreißig Jahre lang das älteste produzierende Kalksandsteinwerk in Europa. Heute wird das Gelände als Abhollager für Kalksandsteine verwendet.

## Vereine
- Der Fußballverein SF-Gellendorf 1920 e. V.
- Kleingartenverein Heidacker
- Schützenverein Gellendorf 1914 e. V.
- Schützenverein Alt-Gellendorf St.Konrad 1949 e. V.
- IGK Karnevalsverein Gellendorf
- Angelverein SAG Gellendorf
- KLJB Gellendorf 2022